# Adolphe-Joseph-Louis Alizard

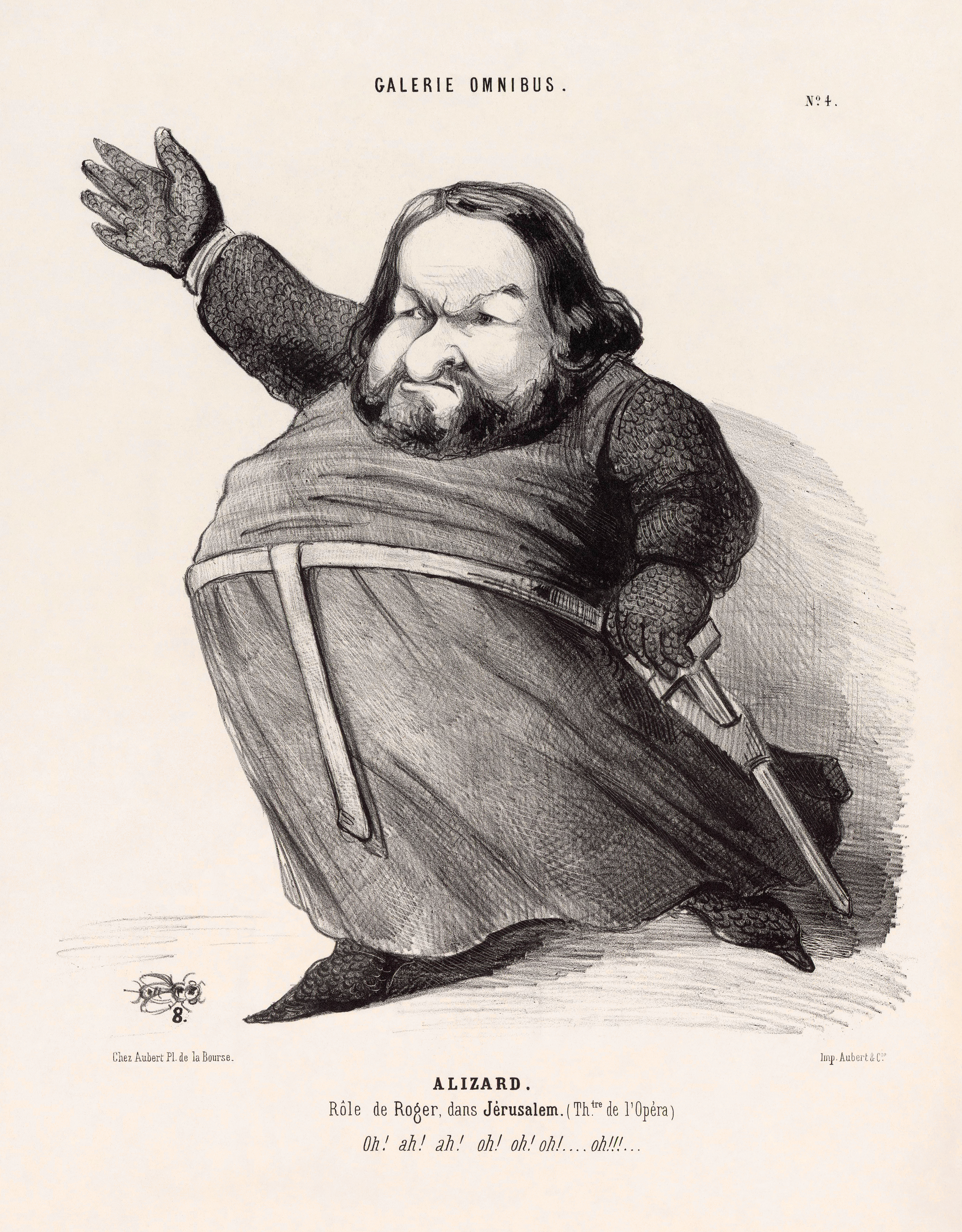
Karikatur von Adolphe-Joseph-Louis Alizard als „Roger“ in Verdis Jérusalem.

Adolphe-Joseph-Louis Alizard (19. Dezember 1814 in Paris – 23. Januar 1850 in Marseille) war ein französischer Opernsänger (Bass).

## Leben
Alizard studierte zunächst Violine in Paris bei Christian Urhan. Da man dabei seine Stimme entdeckte, ließ er diese von 1834 bis 1836 am Pariser Konservatorium von David Banderali ausbilden. 1837 debütierte er an der Pariser Oper. Auf Grund seiner Kleinwüchsigkeit bekam er aber nur unbedeutende Partien übertragen, so dass er 1842 an das Théâtre Royal de la Monnaie nach Brüssel ging, wo er sehr erfolgreich auftrat. 1845 war er in Italien, kehrte aber bald an die Pariser Oper zurück. Als alles auf eine große Karriere für ihn hindeutete, erkrankte er und starb mit nur 35 Jahren.